# Duino-Aurisina
Duino-Aurisina (trong tiếng Slovenia Devin-Nabrežina, trong tiếng Đức Tybein-Naberschin) là một đô thị ở tỉnh Trieste trong vùng Friuli-Venezia Giulia. Do nằm gần Slovenia, đô thị này có số lượng người Slovenia đáng kể.

## Địa lý
Đô thị này nằm ở bờ Adriatic, khoảng 15 km về phía tây bắc của Trieste, tại biên giới với Slovenia /Slovenija.
Duino-Aurisina giáp các đô thị sau: Komen (Slovenia/Slovenija), Doberdò del Lago, Monfalcone, Sežana (Slovenia/Slovenija), Sgonico, Trieste.

## Các đơn vị cấp dưới
Đô thị Duino-Aurisina có các frazioni (các đơn vị cấp dưới, chủ yếu là các làng): Aurisina (Nabrežina), Ceroglie (Cerovlje), Duino (Devin), Malchina (Mavhinje), Medeazza (Medja vas), Precenico (Prečnik), Prepotto (Praprot), San Pelagio (Šempolaj), San Giovanni di Duino (Štivan), Sistiana (Sesljan), Slivia (Slivno), Ternova Piccola (Trnovca), Villaggio del Pescatore (Ribiško naselje), Visogliano (Vižovlje), Aurisina S. Croce (Nabrežina Križ), Aurisina Cave (Nabrežina Kamnolomi), Aurisina Stazione (Nabrežina Postaja) và Aurisina Centro (Nabrežina).

## Biến động dân số
Tại thời điểm ngày 31 tháng 12 năm 2004, đô thị này có dân số 8.815 người và diện tích là 45.2 km². Theo điều tra dân số năm 1971, 37,5% dân số là người Slovenia và khoảng 60% là người Ý 

## Thành phố kết nghĩa
- Buje, Croatia
- Ilirska Bistrica, Slovenia